# Billet de 20 000 francs congolais
Recto
Verso
Chronologie
Billet de 10 000FC
Le billet de 20 000 francs congolais est la plus haute valeur faciale en circulation de la monnaie de la République Démocratique du Congo (RDC). Mis en circulation en 2022 par la Banque Centrale du Congo (BCC), ce billet répond à un besoin de transactions de haute valeur dans un contexte économique marqué par une inflation et une dévaluation monétaire au cours des dernières décennies. Son introduction s’inscrit dans une stratégie de modernisation de la monnaie congolaise, visant à simplifier les transactions et à faciliter le transport d’importantes sommes d’argent pour des achats ou des investissements de grande envergure.

## Historique
Avant l'introduction du billet de 20 000 francs, les billets de plus haute dénomination en RDC étaient de 10 000 francs congolais. La BCC a introduit le billet de 20 000 francs en 2022 pour remédier aux besoins accrus de liquidités dans les transactions de grande envergure, dans un pays où le dollar américain est également très utilisé dans l’économie courante. Ce billet est un signe de l'engagement de la BCC à renforcer la souveraineté monétaire et à diminuer la dépendance au dollar américain,,.

## Caractéristiques

### Design et sécurité
Le billet de 20 000 francs congolais est conçu avec des caractéristiques de sécurité avancées pour prévenir la contrefaçon. Il arbore des motifs et des images reflétant l’histoire, la culture et la biodiversité de la RDC. Parmi les éléments visibles sur le billet, on retrouve :
1. Portraits historiques et figures emblématiques : Le billet peut comporter des portraits de figures marquantes de l'histoire congolaise, rendant hommage aux leaders politiques ou aux personnages culturels de la RDC.
2. Représentation de la faune et de la flore : La RDC étant riche en biodiversité, le billet présente également des images d'animaux et de plantes symboliques, représentant l'écosystème unique du pays.
3. Hologrammes et filigranes : Le billet est doté d’hologrammes visibles sous certains angles, de filigranes spécifiques ainsi que d’un fil de sécurité incorporé dans le papier pour compliquer la reproduction frauduleuse.
4. Numéro de série et textures en relief : Les billets sont numérotés individuellement et présentent des textures en relief, notamment pour permettre une identification plus facile pour les personnes malvoyantes.

## Utilisation et valeur
Le billet de 20 000 francs est légèrement plus grand que les autres billets de moindre valeur, ce qui facilite son identification rapide. Imprimé sur un papier de haute qualité, ce billet est conçu pour résister à une manipulation fréquente et aux conditions climatiques de la région, notamment en termes d’humidité et de chaleur.

## Signification culturelle et économique
L'introduction du billet de 20 000 francs congolais est vue comme une réponse aux exigences du marché intérieur, où l'inflation a entraîné une perte de pouvoir d'achat du franc congolais,,,. Cependant, la mise en circulation d’une coupure d’une si grande valeur suscite des débats économiques. D'une part, ce billet facilite les transactions de grande valeur sans nécessiter de grosses liasses de billets. D'autre part, certains économistes craignent que cela reflète une dévaluation continue de la monnaie nationale et risque d’encourager l’inflation
Sur le plan social, la coupure de 20 000 francs congolais représente aussi un symbole de fierté nationale. Sa conception met en valeur la culture et la biodiversité locales, renforçant l’identité nationale et la fierté du peuple congolais pour leur monnaie.

### Réception et circulation
Le billet de 20 000 francs a été bien accueilli par les grandes entreprises, les institutions financières et les commerçants qui effectuent des transactions importantes. Cependant, dans les zones rurales et pour les transactions quotidiennes de faible valeur, ce billet est moins utilisé en raison de la difficulté à rendre la monnaie pour des achats de faible montant. Les banques et les distributeurs de billets en RDC ont dû ajuster leurs infrastructures pour répondre à la demande croissante en billets de haute valeur, tout en assurant une bonne répartition des billets de 20 000 francs dans tout le pays[réf. nécessaire].